# Chlynovia
Chlynovia es un género extinto de terápsido terocéfalo del Pérmico Superior de Rusia. La especie tipo es C. serridentatus, nombrada en 2000. Chlynovia fue clasificado originalmente en Scaloposauria, un grupo de terocéfalos caracterizados por su tamaño y sus cráneos de constitución ligera. Los escaloposaurios ya no son renocicodos como una agrupación válida, puesto que representan las formas juveniles de muchos tipos de terocéfalos. Chlynovia fue situado en la familia Perplexisauridae junto con Perplexisaurus, pero ambos terocéfalos fueron luego reclasificados en la familia Ictidosuchidae.
Chlynovia fue hallado en la Formación Urpalov en el Óblast de Kirov de Rusia. Los restos de Chlynovia han sido hallados junto a los de pareiasaurios y terápsidos en el Miembro Vanyushonkov de dicha formación. Estos animales conforman lo que se conoce como la asociación de Kotelnich.